# Clavija euerganea
Clavija euerganea är en viveväxtart som beskrevs av Macbride. Clavija euerganea ingår i släktet Clavija och familjen viveväxter. Inga underarter finns listade i Catalogue of Life.